# Kelantan
Kelantan je federální stát Malajsie, státním zřízením sultanát. Má 1,4 miliónu obyvatel, kteří žijí na 15 099 km². Hlavní město Kelantanu je Kota Bharu.

## Popis
Leží na severovýchodě Malajského poloostrova. Hraničí na severu s Thajskem, s malajsijskými státy Terengganu na jihovýchodě, Pahangem na jihu a Perakem na západě. Na severovýchodě dosahuje k Jihočínskému moři.
Kelantan je nejchudším členským státem Malajsie. Je to zemědělský stát, produkuje především rýži, tabák a kaučuk. Významné je rybářství, těžba dřeva a v posledních letech roste význam cestovního ruchu.